# Eleições autárquicas portuguesas de 2021 no distrito de Castelo Branco
| Eleições autárquicas portuguesas de 2021 Distritos: Aveiro \| Beja \| Braga \| Bragança \| Castelo Branco \| Coimbra \| Évora \| Faro \| Guarda \| Leiria \| Lisboa \| Portalegre \| Porto \| Santarém \| Setúbal \| Viana do Castelo \| Vila Real \| Viseu \| Açores \| Madeira |

## Resultados por concelho
Os resultados nos concelhos do distrito de Castelo Branco foram os seguintes:

### Belmonte

#### Câmara Municipal
| Partido                 | Partido                                    | Votos | %               | +/-   | Vereadores | +/- |
| ----------------------- | ------------------------------------------ | ----- | --------------- | ----- | ---------- | --- |
|                         | Partido Socialista                         | 1 515 | 41,59 / 100,00  | 15,10 | 2 / 5      | 1   |
|                         | Partido Social Democrata (Apoiado por CDS) | 1 409 | 38,68 / 100,00  | -     | 2 / 5      | -   |
|                         | Coligação Democrática Unitária             | 526   | 14,44 / 100,00  | 8,04  | 1 / 5      | 1   |
| Votos Inválidos         | Votos Inválidos                            | 193   | 5,30 / 100,00   | 0,91  |            |     |
| Total                   | Total                                      | 3 643 | 100,00 / 100,00 |       | 5 / 5      |     |
| Eleitorado/Participação | Eleitorado/Participação                    | 6 077 | 59,95 / 100,00  | 2,29  |            |     |

| Freguesia                   | %     | %     | %     | Votantes |
| Freguesia                   | PS    | PSD   | CDU   | Votantes |
| --------------------------- | ----- | ----- | ----- | -------- |
| Freguesia                   |       |       |       | Votantes |
| Belmonte e Colmeal da Torre | 44,47 | 33,20 | 16,50 | 2 024    |
| Caria                       | 29,22 | 54,80 | 11,02 | 989      |
| Inguias                     | 50,23 | 36,53 | 9,59  | 438      |
| Maçainhas                   | 55,21 | 18,23 | 21,35 | 192      |
| Belmonte                    | 41,59 | 38,68 | 14,44 | 3 643    |

#### Assembleia Municipal
| Partido                 | Partido                                    | Votos | %               | +/-   | Deputados | +/- |
| ----------------------- | ------------------------------------------ | ----- | --------------- | ----- | --------- | --- |
|                         | Partido Social Democrata (Apoiado por CDS) | 1 575 | 43,23 / 100,00  | -     | 7 / 15    | -   |
|                         | Partido Socialista                         | 1 448 | 39,75 / 100,00  | 11,85 | 6 / 15    | 3   |
|                         | Coligação Democrática Unitária             | 414   | 11,36 / 100,00  | 0,98  | 2 / 15    | 1   |
| Votos Inválidos         | Votos Inválidos                            | 206   | 5,63 / 100,00   | 0,37  |           |     |
| Total                   | Total                                      | 3 643 | 100,00 / 100,00 |       | 15 / 15   |     |
| Eleitorado/Participação | Eleitorado/Participação                    | 6 077 | 59,95 / 100,00  | 2,29  |           |     |

| Freguesia                   | %     | %     | %     | Votantes |
| Freguesia                   | PSD   | PS    | CDU   | Votantes |
| --------------------------- | ----- | ----- | ----- | -------- |
| Freguesia                   |       |       |       | Votantes |
| Belmonte e Colmeal da Torre | 39,13 | 42,39 | 12,20 | 2 024    |
| Caria                       | 57,13 | 28,21 | 9,20  | 989      |
| Inguias                     | 44,29 | 46,35 | 5,94  | 438      |
| Maçainhas                   | 12,50 | 56,25 | 26,04 | 192      |
| Belmonte                    | 43,23 | 39,75 | 11,36 | 3 643    |

#### Juntas de Freguesia
| Partido                 | Partido                                    | Votos | %               | +/-  | Presidentes | +/-     | Mandatos | +/- |
| ----------------------- | ------------------------------------------ | ----- | --------------- | ---- | ----------- | ------- | -------- | --- |
|                         | Partido Socialista                         | 1 663 | 45,65 / 100,00  | 7,98 | 3 / 4       | 1       | 18 / 32  | 2   |
|                         | Partido Social Democrata (Apoiado por CDS) | 1 576 | 43,26 / 100,00  | -    | 1 / 4       | -       | 12 / 32  | -   |
|                         | Coligação Democrática Unitária             | 249   | 6,84 / 100,00   | 2,13 | 0 / 4       | Estável | 2 / 32   | 2   |
| Votos Inválidos         | Votos Inválidos                            | 155   | 4,26 / 100,00   | 0,17 |             |         |          |     |
| Total                   | Total                                      | 3 643 | 100,00 / 100,00 |      | 4 / 4       |         | 32 / 32  |     |
| Eleitorado/Participação | Eleitorado/Participação                    | 6 077 | 59,95 / 100,00  | 2,27 |             |         |          |     |

| Freguesia                   | Partido Vencedor | Partido Vencedor                           | %              | Mandatos |
| --------------------------- | ---------------- | ------------------------------------------ | -------------- | -------- |
| Belmonte e Colmeal da Torre |                  | Partido Socialista                         | 48,72 / 100,00 | 5 / 9    |
| Caria                       |                  | Partido Social Democrata (Apoiado por CDS) | 59,15 / 100,00 | 6 / 9    |
| Inguias                     |                  | Partido Socialista                         | 60,05 / 100,00 | 5 / 7    |
| Maçainhas                   |                  | Partido Socialista                         | 55,73 / 100,00 | 5 / 7    |

### Castelo Branco

#### Câmara Municipal
| Partido                 | Partido                         | Votos  | %               | +/-   | Vereadores | +/-     |
| ----------------------- | ------------------------------- | ------ | --------------- | ----- | ---------- | ------- |
|                         | Partido Socialista              | 9 813  | 35,95 / 100,00  | 22,80 | 3 / 7      | 2       |
|                         | Sempre - Movimento Independente | 8 638  | 31,65 / 100,00  | Novo  | 3 / 7      | Novo    |
|                         | PSD-CDS-PPM                     | 3 131  | 11,47 / 100,00  | -     | 1 / 7      | -       |
|                         | CHEGA                           | 1 961  | 7,18 / 100,00   | Novo  | 0 / 7      | Novo    |
|                         | Partido da Terra                | 1 606  | 5,88 / 100,00   | -     | 0 / 7      | -       |
|                         | Coligação Democrática Unitária  | 590    | 2,16 / 100,00   | 2,37  | 0 / 7      | Estável |
|                         | Bloco de Esquerda               | 446    | 1,63 / 100,00   | 2,84  | 0 / 7      | Estável |
| Votos Inválidos         | Votos Inválidos                 | 1 110  | 4,06 / 100,00   | 1,56  |            |         |
| Total                   | Total                           | 27 295 | 100,00 / 100,00 |       | 7 / 7      |         |
| Eleitorado/Participação | Eleitorado/Participação         | 48 441 | 56,35 / 100,00  | 2,85  |            |         |

#### Assembleia Municipal
| Partido                 | Partido                         | Votos  | %               | +/-   | Deputados | +/-  |
| ----------------------- | ------------------------------- | ------ | --------------- | ----- | --------- | ---- |
|                         | Partido Socialista              | 9 376  | 34,35 / 100,00  | 20,35 | 8 / 21    | 5    |
|                         | Sempre - Movimento Independente | 8 028  | 29,41 / 100,00  | Novo  | 7 / 21    | Novo |
|                         | PSD-CDS-PPM                     | 3 344  | 12,25 / 100,00  | -     | 3 / 21    | -    |
|                         | CHEGA                           | 2 273  | 8,33 / 100,00   | Novo  | 2 / 21    | Novo |
|                         | Partido da Terra                | 1 650  | 6,05 / 100,00   | -     | 1 / 21    | -    |
|                         | Coligação Democrática Unitária  | 780    | 2,86 / 100,00   | 2,18  | 0 / 21    | 1    |
|                         | Bloco de Esquerda               | 639    | 2,34 / 100,00   | 3,72  | 0 / 21    | 1    |
| Votos Inválidos         | Votos Inválidos                 | 1 205  | 4,42 / 100,00   | 1,84  |           |      |
| Total                   | Total                           | 27 295 | 100,00 / 100,00 |       | 21 / 21   |      |
| Eleitorado/Participação | Eleitorado/Participação         | 48 441 | 56,35 / 100,00  | 2,85  |           |      |

#### Juntas de Freguesia
| Partido                 | Partido                        | Votos  | %               | +/-   | Presidentes | +/-     | Mandatos  | +/-  |
| ----------------------- | ------------------------------ | ------ | --------------- | ----- | ----------- | ------- | --------- | ---- |
|                         | Partido Socialista             | 10 059 | 36,85 / 100,00  | 15,06 | 10 / 19     | 7       | 71 / 157  | 36   |
|                         | Grupo de Cidadãos              | 8 406  | 30,79 / 100,00  | 28,36 | 8 / 19      | 6       | 66 / 157  | 57   |
|                         | PSD-CDS-PPM                    | 3 217  | 11,79 / 100,00  | -     | 1 / 19      | -       | 11 / 157  | -    |
|                         | CHEGA                          | 1 736  | 6,36 / 100,00   | Novo  | 0 / 19      | Novo    | 2 / 157   | Novo |
|                         | Partido da Terra               | 1 516  | 5,55 / 100,00   | -     | 0 / 19      | -       | 5 / 157   | -    |
|                         | Coligação Democrática Unitária | 758    | 2,78 / 100,00   | 2,00  | 0 / 19      | Estável | 2 / 157   | 2    |
|                         | Bloco de Esquerda              | 391    | 1,43 / 100,00   | 2,48  | 0 / 19      | Estável | 0 / 157   | 1    |
| Votos Inválidos         | Votos Inválidos                | 1 214  | 4,44 / 100,00   | 1,75  |             |         |           |      |
| Total                   | Total                          | 27 297 | 100,00 / 100,00 |       | 19 / 19     |         | 157 / 157 |      |
| Eleitorado/Participação | Eleitorado/Participação        | 48 441 | 56,35 / 100,00  | 2,85  |             |         |           |      |

### Covilhã

#### Câmara Municipal
| Partido                 | Partido                        | Votos  | %               | +/-  | Vereadores | +/-     |
| ----------------------- | ------------------------------ | ------ | --------------- | ---- | ---------- | ------- |
|                         | Partido Socialista             | 11 946 | 46,24 / 100,00  | 0,17 | 4 / 7      | 1       |
|                         | CDS-PSD-IL                     | 7 851  | 30,39 / 100,00  | -    | 3 / 7      | -       |
|                         | Coligação Democrática Unitária | 2 516  | 9,74 / 100,00   | 2,37 | 0 / 7      | Estável |
|                         | MPT-PPM-A                      | 1 647  | 6,38 / 100,00   | Novo | 0 / 7      | Novo    |
|                         | CHEGA                          | 448    | 1,73 / 100,00   | Novo | 0 / 7      | Novo    |
| Votos Inválidos         | Votos Inválidos                | 1 424  | 5,51 / 100,00   | 0,93 |            |         |
| Total                   | Total                          | 25 832 | 100,00 / 100,00 |      | 7 / 7      |         |
| Eleitorado/Participação | Eleitorado/Participação        | 44 115 | 58,56 / 100,00  | 3,30 |            |         |

| Freguesia                        | %     | %            | %     | %           | %    | Votantes |
| Freguesia                        | PS    | CDS- PSD- IL | CDU   | MPT- PPM- A | CH   | Votantes |
| -------------------------------- | ----- | ------------ | ----- | ----------- | ---- | -------- |
| Freguesia                        |       |              |       |             |      | Votantes |
| Aldeia de São Francisco de Assis | 65,84 | 19,95        | 5,74  | 1,50        | 3,99 | 401      |
| Barco e Coutada                  | 47,51 | 28,91        | 5,34  | 9,94        | 1,29 | 543      |
| Boidobra                         | 38,57 | 32,77        | 15,66 | 6,47        | 1,69 | 1 654    |
| Cantar-Galo e Vila do Carvalho   | 54,98 | 20,66        | 12,91 | 6,60        | 1,68 | 1 728    |
| Casegas e Ourondo                | 55,24 | 21,59        | 7,94  | 5,71        | 3,49 | 315      |
| Cortes do Meio                   | 62,55 | 20,78        | 4,11  | 4,98        | 1,52 | 462      |
| Covilhã e Canhoso                | 39,41 | 38,10        | 9,69  | 6,44        | 1,07 | 8 679    |
| Dominguizo                       | 50,38 | 37,63        | 2,12  | 2,12        | 2,58 | 659      |
| Erada                            | 65,55 | 15,94        | 1,54  | 6,68        | 2,83 | 389      |
| Ferro                            | 49,55 | 31,53        | 5,52  | 4,62        | 1,91 | 888      |
| Orjais                           | 54,69 | 19,95        | 4,69  | 10,56       | 1,64 | 426      |
| Paul                             | 46,88 | 25,58        | 17,59 | 1,74        | 3,24 | 864      |
| Peraboa                          | 44,80 | 37,92        | 1,76  | 7,58        | 1,59 | 567      |
| Peso e Vales do Rio              | 47,38 | 30,60        | 5,76  | 5,76        | 1,79 | 781      |
| São Jorge da Beira               | 59,75 | 26,42        | 3,95  | 2,72        | 0,74 | 405      |
| Sobral de São Miguel             | 60,00 | 19,00        | 7,00  | 4,50        | 5,50 | 200      |
| Teixoso e Sarzedo                | 57,38 | 21,65        | 6,29  | 6,50        | 2,44 | 2 337    |
| Tortosendo                       | 37,13 | 33,12        | 16,37 | 6,77        | 2,09 | 2 968    |
| Unhais da Serra                  | 50,67 | 18,45        | 11,90 | 11,50       | 1,47 | 748      |
| Vale Formoso e Aldeia do Souto   | 61,02 | 7,89         | 6,03  | 15,31       | 1,62 | 431      |
| Verdelhos                        | 56,07 | 22,74        | 5,94  | 3,10        | 0,78 | 387      |
| Covilhã                          | 46,24 | 30,39        | 9,74  | 6,38        | 1,73 | 25 832   |

#### Assembleia Municipal
| Partido                 | Partido                        | Votos  | %               | +/-  | Deputados | +/-     |
| ----------------------- | ------------------------------ | ------ | --------------- | ---- | --------- | ------- |
|                         | Partido Socialista             | 11 291 | 43,85 / 100,00  | 0,33 | 11 / 22   | Estável |
|                         | CDS-PSD-IL                     | 8 434  | 32,76 / 100,00  | -    | 8 / 22    | -       |
|                         | Coligação Democrática Unitária | 2 955  | 11,48 / 100,00  | 3,00 | 2 / 22    | Estável |
|                         | MPT-PPM-A                      | 1 587  | 6,16 / 100,00   | Novo | 1 / 22    | Novo    |
| Votos Inválidos         | Votos Inválidos                | 1 480  | 5,75 / 100,00   | 0,37 |           |         |
| Total                   | Total                          | 25 747 | 100,00 / 100,00 |      | 22 / 22   |         |
| Eleitorado/Participação | Eleitorado/Participação        | 44 115 | 58,36 / 100,00  | 3,49 |           |         |

| Freguesia                        | %     | %            | %     | %           | Votantes |
| Freguesia                        | PS    | CDS- PSD- IL | CDU   | MPT- PPM- A | Votantes |
| -------------------------------- | ----- | ------------ | ----- | ----------- | -------- |
| Freguesia                        |       |              |       |             | Votantes |
| Aldeia de São Francisco de Assis | 65,06 | 17,63        | 9,29  | 2,56        | 312      |
| Barco e Coutada                  | 45,22 | 30,33        | 7,35  | 10,11       | 544      |
| Boidobra                         | 35,49 | 34,89        | 18,80 | 5,74        | 1 654    |
| Cantar-Galo e Vila do Carvalho   | 52,20 | 21,47        | 17,25 | 4,92        | 1 728    |
| Casegas e Ourondo                | 56,51 | 23,81        | 9,84  | 4,13        | 315      |
| Cortes do Meio                   | 61,04 | 21,86        | 6,06  | 4,55        | 462      |
| Covilhã e Canhoso                | 37,57 | 40,70        | 10,22 | 6,30        | 8 680    |
| Dominguizo                       | 46,43 | 40,82        | 3,79  | 3,19        | 659      |
| Erada                            | 63,24 | 17,22        | 4,63  | 6,43        | 389      |
| Ferro                            | 47,18 | 34,68        | 6,87  | 3,38        | 888      |
| Orjais                           | 52,82 | 23,47        | 4,46  | 10,80       | 426      |
| Paul                             | 41,32 | 25,12        | 25,00 | 3,24        | 864      |
| Peraboa                          | 42,33 | 43,74        | 3,53  | 3,88        | 567      |
| Peso e Vales do Rio              | 43,66 | 32,65        | 7,94  | 6,27        | 781      |
| São Jorge da Beira               | 58,27 | 26,91        | 5,43  | 3,46        | 405      |
| Sobral de São Miguel             | 56,00 | 27,50        | 9,00  | 2,00        | 200      |
| Teixoso e Sarzedo                | 55,86 | 23,82        | 7,44  | 6,63        | 2 338    |
| Tortosendo                       | 34,97 | 36,08        | 18,23 | 6,54        | 2 968    |
| Unhais da Serra                  | 45,19 | 20,86        | 14,04 | 13,50       | 748      |
| Vale Formoso e Aldeia do Souto   | 61,34 | 10,65        | 5,32  | 14,35       | 432      |
| Verdelhos                        | 52,45 | 25,58        | 6,98  | 3,10        | 387      |
| Covilhã                          | 43,85 | 32,76        | 11,48 | 6,16        | 25 747   |

#### Juntas de Freguesia
| Partido                 | Partido                        | Votos  | %               | +/-   | Presidentes | +/-     | Mandatos  | +/-  |
| ----------------------- | ------------------------------ | ------ | --------------- | ----- | ----------- | ------- | --------- | ---- |
|                         | Partido Socialista             | 10 013 | 39,25 / 100,00  | 4,32  | 11 / 21     | 2       | 74 / 169  | 14   |
|                         | CDS-PSD-IL                     | 5 031  | 19,72 / 100,00  | -     | 1 / 21      | -       | 24 / 169  | -    |
|                         | Grupo de Cidadãos              | 4 461  | 17,49 / 100,00  | 11,59 | 8 / 21      | 1       | 51 / 169  | 20   |
|                         | Coligação Democrática Unitária | 3 827  | 15,00 / 100,00  | 4,30  | 1 / 21      | Estável | 17 / 169  | 7    |
|                         | MPT-PPM-A                      | 293    | 1,15 / 100,00   | Novo  | 0 / 21      | Novo    | 3 / 169   | Novo |
|                         | CHEGA                          | 45     | 0,18 / 100,00   | Novo  | 0 / 21      | Novo    | 0 / 169   | Novo |
| Votos Inválidos         | Votos Inválidos                | 1 839  | 7,21 / 100,00   | 1,16  |             |         |           |      |
| Total                   | Total                          | 25 509 | 100,00 / 100,00 |       | 21 / 21     |         | 169 / 169 |      |
| Eleitorado/Participação | Eleitorado/Participação        | 44 115 | 57,82 / 100,00  | 4,04  |             |         |           |      |

| Freguesia                        | Partido Vencedor | Partido Vencedor               | %              | Mandatos |
| -------------------------------- | ---------------- | ------------------------------ | -------------- | -------- |
| Aldeia de São Francisco de Assis |                  | Grupo de Cidadãos              | 69,55 / 100,00 | 7 / 7    |
| Barco e Coutada                  |                  | Grupo de Cidadãos              | 57,88 / 100,00 | 5 / 7    |
| Boidobra                         |                  | Coligação Democrática Unitária | 42,32 / 100,00 | 4 / 9    |
| Cantar-Galo e Vila do Carvalho   |                  | Partido Socialista             | 50,36 / 100,00 | 6 / 9    |
| Casegas e Ourondo                |                  | Partido Socialista             | 70,79 / 100,00 | 7 / 7    |
| Cortes do Meio                   |                  | Partido Socialista             | 75,97 / 100,00 | 7 / 7    |
| Covilhã e Canhoso                |                  | Partido Socialista             | 42,83 / 100,00 | 6 / 13   |
| Dominguizo                       |                  | Grupo de Cidadãos              | 52,81 / 100,00 | 4 / 7    |
| Erada                            |                  | Partido Socialista             | 78,21 / 100,00 | 7 / 7    |
| Ferro                            |                  | Grupo de Cidadãos              | 54,95 / 100,00 | 5 / 9    |
| Orjais                           |                  | Grupo de Cidadãos              | 82,16 / 100,00 | 7 / 7    |
| Paul                             |                  | Partido Socialista             | 46,41 / 100,00 | 5 / 9    |
| Peraboa                          |                  | CDS-PSD-IL                     | 56,44 / 100,00 | 4 / 7    |
| Peso e Vales do Rio              |                  | Grupo de Cidadãos              | 78,33 / 100,00 | 8 / 9    |
| São Jorge da Beira               |                  | Partido Socialista             | 62,22 / 100,00 | 5 / 7    |
| Sobral de São Miguel             |                  | Grupo de Cidadãos              | 63,00 / 100,00 | 7 / 7    |
| Teixoso e Sarzedo                |                  | Partido Socialista             | 44,61 / 100,00 | 4 / 9    |
| Tortosendo                       |                  | Grupo de Cidadãos              | 36,19 / 100,00 | 4 / 9    |
| Unhais da Serra                  |                  | Partido Socialista             | 38,85 / 100,00 | 4 / 9    |
| Vale Formoso e Aldeia do Souto   |                  | Partido Socialista             | 64,30 / 100,00 | 6 / 9    |
| Verdelhos                        |                  | Partido Socialista             | 54,78 / 100,00 | 4 / 7    |

### Fundão

#### Câmara Municipal
| Partido                 | Partido                        | Votos  | %               | +/-  | Vereadores | +/-     |
| ----------------------- | ------------------------------ | ------ | --------------- | ---- | ---------- | ------- |
|                         | Partido Social Democrata       | 8 181  | 56,74 / 100,00  | 1,57 | 5 / 7      | Estável |
|                         | Partido Socialista             | 3 997  | 27,72 / 100,00  | 1,07 | 2 / 7      | Estável |
|                         | Coligação Democrática Unitária | 800    | 5,55 / 100,00   | 1,14 | 0 / 7      | Estável |
|                         | CHEGA                          | 625    | 4,33 / 100,00   | Novo | 0 / 7      | Novo    |
| Votos Inválidos         | Votos Inválidos                | 815    | 5,65 / 100,00   | 0,17 |            |         |
| Total                   | Total                          | 14 418 | 100,00 / 100,00 |      | 7 / 7      |         |
| Eleitorado/Participação | Eleitorado/Participação        | 25 436 | 56,68 / 100,00  | 2,77 |            |         |

| Freguesia                           | %     | %     | %     | %     | Votantes |
| Freguesia                           | PSD   | PS    | CDU   | CH    | Votantes |
| ----------------------------------- | ----- | ----- | ----- | ----- | -------- |
| Freguesia                           |       |       |       |       | Votantes |
| Alcaide                             | 60,45 | 25,14 | 6,78  | 3,39  | 354      |
| Alcaria                             | 50,79 | 32,49 | 3,94  | 5,84  | 634      |
| Alcongosta                          | 57,48 | 28,45 | 4,69  | 3,23  | 341      |
| Alpedrinha                          | 52,28 | 36,25 | 4,01  | 2,55  | 549      |
| Barroca                             | 64,64 | 30,71 | 2,50  | 1,07  | 280      |
| Bogas de Cima                       | 72,99 | 16,09 | 2,87  | 4,60  | 174      |
| Capinha                             | 50,91 | 29,55 | 8,18  | 6,82  | 220      |
| Castelejo                           | 61,89 | 26,33 | 2,77  | 2,77  | 433      |
| Castelo Novo                        | 46,92 | 38,86 | 5,21  | 3,79  | 211      |
| Enxames                             | 49,26 | 35,69 | 1,47  | 5,60  | 339      |
| Fatela                              | 54,91 | 28,91 | 3,71  | 5,84  | 377      |
| Fundão                              | 58,26 | 23,97 | 7,70  | 4,54  | 6 078    |
| Janeiro de Cima e Bogas de Baixo    | 63,53 | 25,23 | 4,26  | 2,13  | 329      |
| Lavacolhos                          | 44,92 | 34,75 | 13,56 | 0     | 118      |
| Orca                                | 69,16 | 20,13 | 3,25  | 2,60  | 308      |
| Pero Viseu                          | 44,90 | 34,69 | 5,54  | 6,41  | 343      |
| Póvoa de Atalaia e Atalaia do Campo | 60,21 | 28,05 | 1,76  | 4,99  | 681      |
| Silvares                            | 43,60 | 48,34 | 2,05  | 1,90  | 633      |
| Soalheira                           | 58,81 | 20,00 | 3,28  | 12,24 | 335      |
| Souto da Casa                       | 60,40 | 22,77 | 9,90  | 1,73  | 404      |
| Telhado                             | 67,58 | 23,64 | 2,42  | 3,64  | 330      |
| Três Povos                          | 47,76 | 31,09 | 1,60  | 6,41  | 312      |
| Vale de Prazeres e Mata da Rainha   | 52,28 | 32,76 | 3,94  | 3,94  | 635      |
| Fundão                              | 56,74 | 27,72 | 5,55  | 4,33  | 14 418   |

#### Assembleia Municipal
| Partido                 | Partido                        | Votos  | %               | +/-  | Deputados | +/-     |
| ----------------------- | ------------------------------ | ------ | --------------- | ---- | --------- | ------- |
|                         | Partido Social Democrata       | 6 719  | 46,60 / 100,00  | 0,96 | 13 / 24   | Estável |
|                         | Partido Socialista             | 4 519  | 31,34 / 100,00  | 0,21 | 8 / 24    | Estável |
|                         | Bloco de Esquerda              | 1 159  | 8,04 / 100,00   | 1,08 | 2 / 24    | 1       |
|                         | Coligação Democrática Unitária | 994    | 6,89 / 100,00   | 0,69 | 1 / 24    | 1       |
| Votos Inválidos         | Votos Inválidos                | 1 027  | 7,12 / 100,00   | 0,77 |           |         |
| Total                   | Total                          | 14 418 | 100,00 / 100,00 |      | 24 / 24   |         |
| Eleitorado/Participação | Eleitorado/Participação        | 25 436 | 56,68 / 100,00  | 2,79 |           |         |

| Freguesia                           | %     | %     | %     | %     | Votantes |
| Freguesia                           | PSD   | PS    | BE    | CDU   | Votantes |
| ----------------------------------- | ----- | ----- | ----- | ----- | -------- |
| Freguesia                           |       |       |       |       | Votantes |
| Alcaide                             | 50,00 | 28,25 | 7,34  | 8,47  | 354      |
| Alcaria                             | 43,69 | 36,12 | 7,89  | 3,94  | 634      |
| Alcongosta                          | 43,99 | 30,50 | 15,54 | 4,40  | 341      |
| Alpedrinha                          | 49,18 | 37,34 | 2,19  | 6,38  | 549      |
| Barroca                             | 54,64 | 37,14 | 4,29  | 1,79  | 280      |
| Bogas de Cima                       | 72,41 | 17,82 | 2,30  | 2,87  | 174      |
| Capinha                             | 44,09 | 33,18 | 5,91  | 10,00 | 220      |
| Castelejo                           | 47,34 | 31,87 | 7,16  | 6,00  | 433      |
| Castelo Novo                        | 43,60 | 38,39 | 4,74  | 6,64  | 211      |
| Enxames                             | 44,84 | 38,05 | 7,08  | 2,65  | 339      |
| Fatela                              | 39,79 | 31,56 | 14,32 | 6,37  | 377      |
| Fundão                              | 43,71 | 29,08 | 10,41 | 9,95  | 6 079    |
| Janeiro de Cima e Bogas de Baixo    | 60,18 | 26,44 | 2,74  | 5,47  | 329      |
| Lavacolhos                          | 33,90 | 37,29 | 4,24  | 14,41 | 118      |
| Orca                                | 61,36 | 21,10 | 5,52  | 3,25  | 308      |
| Pero Viseu                          | 38,48 | 34,40 | 10,79 | 4,96  | 343      |
| Póvoa de Atalaia e Atalaia do Campo | 56,24 | 30,54 | 3,08  | 3,08  | 681      |
| Silvares                            | 40,60 | 49,92 | 2,21  | 1,11  | 633      |
| Soalheira                           | 56,42 | 24,78 | 6,27  | 2,09  | 335      |
| Souto da Casa                       | 52,84 | 27,41 | 6,17  | 8,64  | 405      |
| Telhado                             | 63,53 | 24,92 | 3,34  | 3,65  | 329      |
| Três Povos                          | 42,95 | 33,65 | 3,85  | 2,88  | 312      |
| Vale de Prazeres e Mata da Rainha   | 42,27 | 34,54 | 10,09 | 4,26  | 634      |
| Fundão                              | 46,60 | 31,34 | 8,04  | 6,89  | 14 418   |

#### Juntas de Freguesia
| Partido                 | Partido                        | Votos  | %               | +/-   | Presidentes | +/-     | Mandatos  | +/-     |
| ----------------------- | ------------------------------ | ------ | --------------- | ----- | ----------- | ------- | --------- | ------- |
|                         | Grupo de Cidadãos              | 8 172  | 56,67 / 100,00  | 16,07 | 14 / 23     | 3       | 86 / 173  | 8       |
|                         | Partido Social Democrata       | 2 494  | 17,30 / 100,00  | 0,43  | 7 / 23      | 1       | 58 / 173  | 6       |
|                         | Partido Socialista             | 1 830  | 12,69 / 100,00  | 16,87 | 2 / 23      | 2       | 27 / 173  | 16      |
|                         | Coligação Democrática Unitária | 596    | 4,13 / 100,00   | 0,17  | 0 / 23      | Estável | 1 / 173   | Estável |
|                         | Partido Popular Monárquico     | 95     | 0,66 / 100,00   | -     | 0 / 23      | -       | 1 / 173   | -       |
| Votos Inválidos         | Votos Inválidos                | 1 233  | 8,55 / 100,00   | 1,88  |             |         |           |         |
| Total                   | Total                          | 14 420 | 100,00 / 100,00 |       | 23 / 23     |         | 173 / 173 | 4       |
| Eleitorado/Participação | Eleitorado/Participação        | 25 436 | 56,69 / 100,00  | 2,76  |             |         |           |         |

| Freguesia                           | Partido Vencedor | Partido Vencedor         | %              | Mandatos |
| ----------------------------------- | ---------------- | ------------------------ | -------------- | -------- |
| Alcaide                             |                  | Grupo de Cidadãos        | 68,93 / 100,00 | 5 / 7    |
| Alcaria                             |                  | Grupo de Cidadãos        | 68,77 / 100,00 | 7 / 9    |
| Alcongosta                          |                  | Grupo de Cidadãos        | 51,61 / 100,00 | 4 / 7    |
| Alpedrinha                          |                  | Partido Socialista       | 44,26 / 100,00 | 3 / 7    |
| Barroca                             |                  | Partido Social Democrata | 54,64 / 100,00 | 4 / 7    |
| Bogas de Cima                       |                  | Partido Social Democrata | 79,31 / 100,00 | 7 / 7    |
| Capinha                             |                  | Grupo de Cidadãos        | 82,73 / 100,00 | 7 / 7    |
| Castelejo                           |                  | Grupo de Cidadãos        | 59,72 / 100,00 | 5 / 7    |
| Castelo Novo                        |                  | Grupo de Cidadãos        | 57,35 / 100,00 | 4 / 7    |
| Enxames                             |                  | Grupo de Cidadãos        | 51,62 / 100,00 | 4 / 7    |
| Fatela                              |                  | Grupo de Cidadãos        | 58,62 / 100,00 | 4 / 7    |
| Fundão                              |                  | Grupo de Cidadãos        | 33,75 / 100,00 | 5 / 13   |
| Janeiro de Cima e Bogas de Baixo    |                  | Grupo de Cidadãos        | 48,33 / 100,00 | 4 / 7    |
| Lavacolhos                          |                  | Grupo de Cidadãos        | 69,49 / 100,00 | 7 / 7    |
| Orca                                |                  | Partido Social Democrata | 82,79 / 100,00 | 7 / 7    |
| Pero Viseu                          |                  | Grupo de Cidadãos        | 87,50 / 100,00 | 7 / 7    |
| Póvoa de Atalaia e Atalaia do Campo |                  | Partido Social Democrata | 59,18 / 100,00 | 6 / 9    |
| Silvares                            |                  | Partido Socialista       | 66,51 / 100,00 | 5 / 7    |
| Soalheira                           |                  | Partido Social Democrata | 75,52 / 100,00 | 7 / 7    |
| Souto da Casa                       |                  | Partido Social Democrata | 74,50 / 100,00 | 7 / 7    |
| Telhado                             |                  | Partido Social Democrata | 80,91 / 100,00 | 7 / 7    |
| Três Povos                          |                  | Grupo de Cidadãos        | 62,50 / 100,00 | 7 / 7    |
| Vale de Prazeres e Mata da Rainha   |                  | Grupo de Cidadãos        | 52,76 / 100,00 | 5 / 9    |

### Idanha-a-Nova

#### Câmara Municipal
| Partido                 | Partido                        | Votos | %               | +/-  | Vereadores | +/-     |
| ----------------------- | ------------------------------ | ----- | --------------- | ---- | ---------- | ------- |
|                         | Partido Socialista             | 2 831 | 53,69 / 100,00  | 8,12 | 3 / 5      | 1       |
|                         | Movimento Para Todos           | 1 673 | 31,73 / 100,00  | Novo | 2 / 5      | Novo    |
|                         | Partido Social Democrata       | 331   | 6,28 / 100,00   | -    | 0 / 5      | -       |
|                         | Coligação Democrática Unitária | 178   | 3,38 / 100,00   | 4,34 | 0 / 5      | Estável |
| Votos Inválidos         | Votos Inválidos                | 260   | 4,93 / 100,00   | 4,62 |            |         |
| Total                   | Total                          | 5 273 | 100,00 / 100,00 |      | 5 / 5      |         |
| Eleitorado/Participação | Eleitorado/Participação        | 8 005 | 65,87 / 100,00  | 7,25 |            |         |

| Freguesia                           | %     | %     | %     | %    | Votantes |
| Freguesia                           | PS    | MPT   | PSD   | CDU  | Votantes |
| ----------------------------------- | ----- | ----- | ----- | ---- | -------- |
| Freguesia                           |       |       |       |      | Votantes |
| Aldeia de Santa Margarida           | 56,33 | 31,65 | 4,43  | 1,90 | 158      |
| Idanha-a-Nova e Alcafozes           | 45,01 | 41,34 | 4,92  | 5,14 | 1 362    |
| Ladoeiro                            | 47,69 | 36,99 | 6,87  | 2,11 | 757      |
| Medelim                             | 62,50 | 15,28 | 13,89 | 0    | 144      |
| Monfortinho e Salvaterra do Extremo | 58,50 | 18,66 | 15,60 | 2,79 | 359      |
| Monsanto e Idanha-a-Velha           | 72,19 | 16,07 | 6,12  | 3,57 | 392      |
| Oledo                               | 46,64 | 44,39 | 3,14  | 3,14 | 223      |
| Penha Garcia                        | 61,40 | 23,26 | 5,12  | 1,86 | 430      |
| Proença-a-Velha                     | 66,34 | 16,83 | 5,94  | 2,97 | 101      |
| Rosmaninhal                         | 58,89 | 28,22 | 4,88  | 3,14 | 287      |
| São Miguel de Acha                  | 55,52 | 27,76 | 6,94  | 3,79 | 317      |
| Toulões                             | 68,57 | 20,71 | 3,57  | 0,71 | 140      |
| Zebreira e Segura                   | 51,24 | 35,49 | 4,81  | 4,15 | 603      |
| Idanha-a-Nova                       | 53,69 | 31,73 | 6,28  | 3,38 | 5 273    |

#### Assembleia Municipal
| Partido                 | Partido                        | Votos | %               | +/-  | Deputados | +/-  |
| ----------------------- | ------------------------------ | ----- | --------------- | ---- | --------- | ---- |
|                         | Partido Socialista             | 2 819 | 53,46 / 100,00  | 6,74 | 9 / 15    | 2    |
|                         | Movimento Para Todos           | 1 591 | 30,17 / 100,00  | Novo | 5 / 15    | Novo |
|                         | Partido Social Democrata       | 380   | 7,21 / 100,00   | -    | 1 / 15    | -    |
|                         | Coligação Democrática Unitária | 214   | 4,06 / 100,00   | 4,68 | 0 / 15    | 1    |
| Votos Inválidos         | Votos Inválidos                | 269   | 5,10 / 100,00   | 4,29 |           |      |
| Total                   | Total                          | 5 273 | 100,00 / 100,00 |      | 15 / 15   |      |
| Eleitorado/Participação | Eleitorado/Participação        | 8 005 | 65,87 / 100,00  | 6,26 |           |      |

| Freguesia                           | %     | %     | %     | %    | Votantes |
| Freguesia                           | PS    | MPT   | PSD   | CDU  | Votantes |
| ----------------------------------- | ----- | ----- | ----- | ---- | -------- |
| Freguesia                           |       |       |       |      | Votantes |
| Aldeia de Santa Margarida           | 56,33 | 29,75 | 5,70  | 2,53 | 158      |
| Idanha-a-Nova e Alcafozes           | 48,09 | 36,64 | 5,43  | 6,02 | 1 362    |
| Ladoeiro                            | 47,03 | 35,67 | 9,25  | 2,11 | 757      |
| Medelim                             | 61,11 | 15,97 | 13,19 | 1,39 | 144      |
| Monfortinho e Salvaterra do Extremo | 58,50 | 16,71 | 16,16 | 3,90 | 359      |
| Monsanto e Idanha-a-Velha           | 67,35 | 16,07 | 7,91  | 5,10 | 392      |
| Oledo                               | 45,74 | 41,70 | 4,04  | 4,93 | 223      |
| Penha Garcia                        | 63,49 | 21,40 | 4,42  | 2,79 | 430      |
| Proença-a-Velha                     | 66,34 | 16,83 | 6,93  | 3,96 | 101      |
| Rosmaninhal                         | 57,84 | 28,92 | 6,27  | 2,09 | 287      |
| São Miguel de Acha                  | 54,57 | 29,02 | 7,57  | 3,15 | 317      |
| Toulões                             | 68,57 | 15,29 | 5,00  | 0,71 | 140      |
| Zebreira e Segura                   | 46,43 | 37,31 | 5,80  | 5,31 | 603      |
| Idanha-a-Nova                       | 53,46 | 30,17 | 7,21  | 4,06 | 5 273    |

#### Juntas de Freguesia
| Partido                 | Partido                        | Votos | %               | +/-   | Presidentes | +/-     | Mandatos | +/- |
| ----------------------- | ------------------------------ | ----- | --------------- | ----- | ----------- | ------- | -------- | --- |
|                         | Partido Socialista             | 2 775 | 57,66 / 100,00  | 8,45  | 11 / 12     | 1       | 55 / 81  | 27  |
|                         | Grupo de Cidadãos              | 1 686 | 35,03 / 100,00  | 30,38 | 1 / 12      | Estável | 26 / 81  | 21  |
|                         | Coligação Democrática Unitária | 112   | 2,33 / 100,00   | 5,14  | 0 / 12      | Estável | 0 / 81   | 4   |
| Votos Inválidos         | Votos Inválidos                | 240   | 4,99 / 100,00   | 8,03  |             |         |          |     |
| Total                   | Total                          | 4 813 | 100,00 / 100,00 |       | 12 / 12     | 1       | 81 / 81  | 16  |
| Eleitorado/Participação | Eleitorado/Participação        | 7 276 | 66,15 / 100,00  | 7,53  |             |         |          |     |

| Freguesia                           | Partido Vencedor                | Partido Vencedor                | %                               | Mandatos                        |
| ----------------------------------- | ------------------------------- | ------------------------------- | ------------------------------- | ------------------------------- |
| Aldeia de Santa Margarida           |                                 | Partido Socialista              | 55,06 / 100,00                  | 4 / 7                           |
| Idanha-a-Nova e Alcafozes           |                                 | Partido Socialista              | 54,11 / 100,00                  | 5 / 9                           |
| Ladoeiro                            |                                 | Partido Socialista              | 50,33 / 100,00                  | 5 / 9                           |
| Medelim                             |                                 | Partido Socialista              | 70,83 / 100,00                  | 6 / 7                           |
| Monfortinho e Salvaterra do Extremo |                                 | Partido Socialista              | 60,76 / 100,00                  | 7 / 9                           |
| Monsanto e Idanha-a-Velha           |                                 | Partido Socialista              | 71,94 / 100,00                  | 6 / 7                           |
| Oledo                               |                                 | Grupo de Cidadãos               | 53,81 / 100,00                  | 4 / 7                           |
| Penha Garcia                        |                                 | Partido Socialista              | 73,02 / 100,00                  | 6 / 7                           |
| Proença-a-Velha                     | Plenário dos Cidadãos Eleitores | Plenário dos Cidadãos Eleitores | Plenário dos Cidadãos Eleitores | Plenário dos Cidadãos Eleitores |
| Rosmaninhal                         |                                 | Partido Socialista              | 63,07 / 100,00                  | 5 / 7                           |
| São Miguel de Acha                  |                                 | Partido Socialista              | 60,88 / 100,00                  | 5 / 7                           |
| Toulões                             |                                 | Partido Socialista              | 76,43 / 100,00                  | 6 / 7                           |
| Zebreira e Segura                   |                                 | Partido Socialista              | 48,59 / 100,00                  | 4 / 7                           |

### Oleiros

#### Câmara Municipal
| Partido                 | Partido                                  | Votos | %               | +/-  | Vereadores | +/-     |
| ----------------------- | ---------------------------------------- | ----- | --------------- | ---- | ---------- | ------- |
|                         | Partido Social Democrata                 | 1 760 | 51,30 / 100,00  | 7,09 | 3 / 5      | Estável |
|                         | Movimento Mais Oleiros (Apoiado pelo PS) | 1 420 | 41,39 / 100,00  | Novo | 2 / 5      | Novo    |
|                         | Coligação Democrática Unitária           | 66    | 1,92 / 100,00   | 0,11 | 0 / 5      | Estável |
| Votos Inválidos         | Votos Inválidos                          | 185   | 5,39 / 100,00   | 1,23 |            |         |
| Total                   | Total                                    | 3 431 | 100,00 / 100,00 |      | 5 / 5      |         |
| Eleitorado/Participação | Eleitorado/Participação                  | 4 682 | 73,28 / 100,00  | 1,04 |            |         |

| Freguesia                | %     | %     | %    | Votantes |
| Freguesia                | PSD   | MCO   | CDU  | Votantes |
| ------------------------ | ----- | ----- | ---- | -------- |
| Freguesia                |       |       |      | Votantes |
| Álvaro                   | 69,57 | 20,87 | 1,74 | 115      |
| Cambas                   | 51,08 | 38,17 | 3,23 | 186      |
| Estreito - Vilar Barroco | 51,33 | 40,50 | 1,73 | 637      |
| Isna                     | 64,54 | 31,21 | 1,42 | 141      |
| Madeirã                  | 54,33 | 44,09 | 0    | 127      |
| Mosteiro                 | 58,21 | 34,83 | 2,49 | 201      |
| Oleiros - Amieira        | 41,36 | 52,93 | 1,41 | 1 487    |
| Orvalho                  | 71,86 | 16,27 | 4,75 | 295      |
| Sarnadas de São Simão    | 68,46 | 19,23 | 3,08 | 130      |
| Sobral                   | 58,04 | 33,04 | 0,89 | 112      |
| Oleiros                  | 51,30 | 41,39 | 1,92 | 3 431    |

#### Assembleia Municipal
| Partido                 | Partido                        | Votos | %               | +/-  | Deputados | +/-     |
| ----------------------- | ------------------------------ | ----- | --------------- | ---- | --------- | ------- |
|                         | Partido Social Democrata       | 1 740 | 50,70 / 100,00  | 6,06 | 8 / 15    | 1       |
|                         | Movimento Mais Oleiros         | 1 434 | 41,78 / 100,00  | Novo | 7 / 15    | Novo    |
|                         | Coligação Democrática Unitária | 68    | 1,98 / 100,00   | 0,21 | 0 / 15    | Estável |
| Votos Inválidos         | Votos Inválidos                | 190   | 5,53 / 100,00   | 0,61 |           |         |
| Total                   | Total                          | 3 432 | 100,00 / 100,00 |      | 15 / 15   |         |
| Eleitorado/Participação | Eleitorado/Participação        | 4 682 | 73,30 / 100,00  | 1,04 |           |         |

| Freguesia                | %     | %     | %    | Votantes |
| Freguesia                | PSD   | MCO   | CDU  | Votantes |
| ------------------------ | ----- | ----- | ---- | -------- |
| Freguesia                |       |       |      | Votantes |
| Álvaro                   | 70,43 | 21,74 | 1,74 | 115      |
| Cambas                   | 55,38 | 37,63 | 1,08 | 186      |
| Estreito - Vilar Barroco | 51,33 | 40,50 | 1,88 | 637      |
| Isna                     | 63,12 | 33,33 | 1,42 | 141      |
| Madeirã                  | 51,97 | 46,46 | 0,79 | 127      |
| Mosteiro                 | 55,72 | 34,33 | 1,99 | 201      |
| Oleiros - Amieira        | 40,55 | 53,60 | 1,41 | 1 487    |
| Orvalho                  | 68,58 | 16,55 | 6,42 | 296      |
| Sarnadas de São Simão    | 69,23 | 17,69 | 3,08 | 130      |
| Sobral                   | 58,93 | 33,04 | 0,89 | 112      |
| Oleiros                  | 50,70 | 41,78 | 1,98 | 3 432    |

#### Juntas de Freguesia
| Partido                 | Partido                        | Votos | %               | +/-   | Presidentes | +/-     | Mandatos | +/-     |
| ----------------------- | ------------------------------ | ----- | --------------- | ----- | ----------- | ------- | -------- | ------- |
|                         | Partido Social Democrata       | 1 568 | 49,12 / 100,00  | 0,04  | 6 / 8       | 2       | 36 / 58  | 8       |
|                         | Grupo de Cidadãos              | 1 361 | 42,64 / 100,00  | 36,32 | 2 / 8       | 1       | 21 / 58  | 15      |
|                         | Coligação Democrática Unitária | 70    | 2,19 / 100,00   | 0,19  | 0 / 8       | Estável | 1 / 58   | Estável |
| Votos Inválidos         | Votos Inválidos                | 3 192 | 6,04 / 100,00   | 0,62  |             |         |          |         |
| Total                   | Total                          | 3 192 | 100,00 / 100,00 |       | 8 / 8       | 2       | 58 / 58  | 14      |
| Eleitorado/Participação | Eleitorado/Participação        | 4 386 | 72,78 / 100,00  | 0,54  |             |         |          |         |

| Freguesia                | Partido Vencedor                | Partido Vencedor                | %                               | Mandatos                        |
| ------------------------ | ------------------------------- | ------------------------------- | ------------------------------- | ------------------------------- |
| Álvaro                   |                                 | Partido Social Democrata        | 86,09 / 100,00                  | 7 / 7                           |
| Cambas                   |                                 | Partido Social Democrata        | 58,06 / 100,00                  | 4 / 7                           |
| Estreito - Vilar Barroco |                                 | Partido Social Democrata        | 52,90 / 100,00                  | 4 / 7                           |
| Isna                     |                                 | Partido Social Democrata        | 63,83 / 100,00                  | 5 / 7                           |
| Madeirã                  | Plenário dos Cidadãos Eleitores | Plenário dos Cidadãos Eleitores | Plenário dos Cidadãos Eleitores | Plenário dos Cidadãos Eleitores |
| Mosteiro                 |                                 | Partido Social Democrata        | 71,14 / 100,00                  | 5 / 7                           |
| Oleiros - Amieira        |                                 | Grupo de Cidadãos               | 49,56 / 100,00                  | 5 / 9                           |
| Orvalho                  |                                 | Grupo de Cidadãos               | 66,10 / 100,00                  | 6 / 7                           |
| Sarnadas de São Simão    |                                 | Partido Social Democrata        | 84,62 / 100,00                  | 7 / 7                           |
| Sobral                   | Plenário dos Cidadãos Eleitores | Plenário dos Cidadãos Eleitores | Plenário dos Cidadãos Eleitores | Plenário dos Cidadãos Eleitores |

### Penamacor

#### Câmara Municipal
| Partido                 | Partido                             | Votos | %               | +/-  | Vereadores | +/-     |
| ----------------------- | ----------------------------------- | ----- | --------------- | ---- | ---------- | ------- |
|                         | Partido Socialista                  | 1 816 | 57,54 / 100,00  | 7,87 | 3 / 5      | 1       |
|                         | Abraçar Penamacor (apoiado por PSD) | 1 111 | 35,20 / 100,00  | Novo | 2 / 5      | Novo    |
|                         | CDS – Partido Popular               | 46    | 1,46 / 100,00   | 0,19 | 0 / 5      | Estável |
|                         | Coligação Democrática Unitária      | 40    | 1,27 / 100,00   | 0,35 | 0 / 5      | Estável |
| Votos Inválidos         | Votos Inválidos                     | 143   | 4,53 / 100,00   | 0,33 |            |         |
| Total                   | Total                               | 3 156 | 100,00 / 100,00 |      | 5 / 5      |         |
| Eleitorado/Participação | Eleitorado/Participação             | 4 337 | 72,77 / 100,00  | 1,27 |            |         |

| Freguesia                                     | %     | %     | %    | %    | Votantes |
| Freguesia                                     | PS    | AP    | CDS  | CDU  | Votantes |
| --------------------------------------------- | ----- | ----- | ---- | ---- | -------- |
| Freguesia                                     |       |       |      |      | Votantes |
| Aldeia do Bispo, Águas e Aldeia de João Pires | 46,31 | 43,96 | 2,01 | 2,18 | 596      |
| Aranhas                                       | 64,13 | 31,84 | 1,35 | 0,90 | 223      |
| Benquerença                                   | 77,95 | 16,15 | 0,62 | 1,24 | 322      |
| Meimão                                        | 58,05 | 32,18 | 4,02 | 0    | 174      |
| Meimoa                                        | 56,83 | 35,68 | 0,88 | 1,76 | 227      |
| Pedrógão de São Pedro e Bemposta              | 60,47 | 29,50 | 0,59 | 2,06 | 339      |
| Penamacor                                     | 55,53 | 38,88 | 1,66 | 0,83 | 841      |
| Salvador                                      | 60,32 | 32,54 | 0,79 | 0    | 252      |
| Vale da Senhora da Póvoa                      | 50,55 | 43,96 | 1,10 | 1,65 | 182      |
| Penamacor                                     | 57,54 | 35,20 | 1,46 | 1,27 | 3 156    |

#### Assembleia Municipal
| Partido                 | Partido                        | Votos | %               | +/-     | Deputados | +/-     |
| ----------------------- | ------------------------------ | ----- | --------------- | ------- | --------- | ------- |
|                         | Partido Socialista             | 1 688 | 53,49 / 100,00  | 10,92   | 9 / 15    | 2       |
|                         | Abraçar Penamacor              | 1 205 | 38,18 / 100,00  | Novo    | 6 / 15    | Novo    |
|                         | CDS – Partido Popular          | 60    | 1,90 / 100,00   | -       | 0 / 15    | -       |
|                         | Coligação Democrática Unitária | 41    | 1,30 / 100,00   | 0,21    | 0 / 15    | Estável |
| Votos Inválidos         | Votos Inválidos                | 162   | 5,13 / 100,00   | Estável |           |         |
| Total                   | Total                          | 3 156 | 100,00 / 100,00 |         | 15 / 15   |         |
| Eleitorado/Participação | Eleitorado/Participação        | 4 337 | 72,77 / 100,00  | 1,27    |           |         |

| Freguesia                                     | %     | %     | %    | %    | Votantes |
| Freguesia                                     | PS    | AP    | CDS  | CDU  | Votantes |
| --------------------------------------------- | ----- | ----- | ---- | ---- | -------- |
| Freguesia                                     |       |       |      |      | Votantes |
| Aldeia do Bispo, Águas e Aldeia de João Pires | 44,46 | 43,79 | 2,68 | 3,19 | 596      |
| Aranhas                                       | 60,99 | 33,18 | 0,90 | 0,90 | 223      |
| Benquerença                                   | 72,36 | 20,19 | 1,24 | 1,24 | 322      |
| Meimão                                        | 59,77 | 30,46 | 2,87 | 1,15 | 174      |
| Meimoa                                        | 48,02 | 44,93 | 0,88 | 1,32 | 227      |
| Pedrógão de São Pedro e Bemposta              | 56,34 | 33,04 | 2,06 | 1,18 | 339      |
| Penamacor                                     | 48,99 | 44,11 | 2,38 | 0,59 | 841      |
| Salvador                                      | 59,52 | 32,54 | 0,79 | 0,40 | 252      |
| Vale da Senhora da Póvoa                      | 48,35 | 46,70 | 1,10 | 0,55 | 182      |
| Penamacor                                     | 53,49 | 38,18 | 1,90 | 1,30 | 3 156    |

#### Juntas de Freguesia
| Partido                 | Partido                        | Votos | %               | +/-  | Presidentes | +/-     | Mandatos | +/-     |
| ----------------------- | ------------------------------ | ----- | --------------- | ---- | ----------- | ------- | -------- | ------- |
|                         | Partido Socialista             | 1 719 | 54,47 / 100,00  | 6,37 | 7 / 9       | 1       | 41 / 65  | Estável |
|                         | Grupo de Cidadãos              | 1 258 | 39,86 / 100,00  | 6,61 | 2 / 9       | 1       | 24 / 65  | Estável |
|                         | Coligação Democrática Unitária | 7     | 0,22 / 100,00   | 0,73 | 0 / 9       | Estável | 0 / 65   | Estável |
| Votos Inválidos         | Votos Inválidos                | 172   | 5,45 / 100,00   | 0,49 |             |         |          |         |
| Total                   | Total                          | 3 156 | 100,00 / 100,00 |      | 9 / 9       |         | 65 / 65  |         |
| Eleitorado/Participação | Eleitorado/Participação        | 4 337 | 72,77 / 100,00  | 1,27 |             |         |          |         |

| Freguesia                                     | Partido Vencedor | Partido Vencedor   | %              | Mandatos |
| --------------------------------------------- | ---------------- | ------------------ | -------------- | -------- |
| Aldeia do Bispo, Águas e Aldeia de João Pires |                  | Partido Socialista | 50,84 / 100,00 | 4 / 7    |
| Aranhas                                       |                  | Partido Socialista | 63,68 / 100,00 | 5 / 7    |
| Benquerença                                   |                  | Partido Socialista | 69,25 / 100,00 | 5 / 7    |
| Meimão                                        |                  | Partido Socialista | 83,91 / 100,00 | 7 / 7    |
| Meimoa                                        |                  | Grupo de Cidadãos  | 52,86 / 100,00 | 4 / 7    |
| Pedrógão de São Pedro e Bemposta              |                  | Partido Socialista | 48,67 / 100,00 | 4 / 7    |
| Penamacor                                     |                  | Partido Socialista | 47,92 / 100,00 | 5 / 9    |
| Salvador                                      |                  | Partido Socialista | 61,11 / 100,00 | 5 / 7    |
| Vale da Senhora da Póvoa                      |                  | Grupo de Cidadãos  | 49,45 / 100,00 | 4 / 7    |

### Proença-a-Nova

#### Câmara Municipal
| Partido                 | Partido                        | Votos | %               | +/-  | Vereadores | +/-     |
| ----------------------- | ------------------------------ | ----- | --------------- | ---- | ---------- | ------- |
|                         | Partido Socialista             | 2 812 | 64,57 / 100,00  | 9,71 | 4 / 5      | Estável |
|                         | PSD-CDS                        | 1 187 | 27,26 / 100,00  | -    | 1 / 5      | -       |
|                         | Coligação Democrática Unitária | 103   | 2,37 / 100,00   | 0,95 | 0 / 5      | Estável |
| Votos Inválidos         | Votos Inválidos                | 253   | 5,81 / 100,00   | 1,83 |            |         |
| Total                   | Total                          | 4 355 | 100,00 / 100,00 |      | 5 / 5      |         |
| Eleitorado/Participação | Eleitorado/Participação        | 6 817 | 63,88 / 100,00  | 3,60 |            |         |

| Freguesia                          | %     | %        | %    | Votantes |
| Freguesia                          | PS    | PSD- CDS | CDU  | Votantes |
| ---------------------------------- | ----- | -------- | ---- | -------- |
| Freguesia                          |       |          |      | Votantes |
| Montes da Senhora                  | 52,21 | 37,25    | 2,45 | 408      |
| Proença-a-Nova e Peral             | 63,87 | 27,08    | 2,64 | 2 618    |
| São Pedro do Esteval               | 76,05 | 17,66    | 2,40 | 334      |
| Sobreira Formosa e Alvito da Beira | 67,64 | 26,83    | 1,61 | 995      |
| Proença-a-Nova                     | 64,57 | 27,26    | 2,37 | 4 355    |

#### Assembleia Municipal
| Partido                 | Partido                        | Votos | %               | +/-  | Deputados | +/-     |
| ----------------------- | ------------------------------ | ----- | --------------- | ---- | --------- | ------- |
|                         | Partido Socialista             | 2 693 | 61,84 / 100,00  | 6,92 | 10 / 15   | 1       |
|                         | PSD-CDS                        | 1 246 | 28,61 / 100,00  | -    | 5 / 15    | -       |
|                         | Coligação Democrática Unitária | 145   | 3,33 / 100,00   | 1,17 | 0 / 15    | Estável |
| Votos Inválidos         | Votos Inválidos                | 271   | 6,22 / 100,00   | 0,68 |           |         |
| Total                   | Total                          | 4 355 | 100,00 / 100,00 |      | 15 / 15   |         |
| Eleitorado/Participação | Eleitorado/Participação        | 6 817 | 63,88 / 100,00  | 3,60 |           |         |

| Freguesia                          | %     | %        | %    | Votantes |
| Freguesia                          | PS    | PSD- CDS | CDU  | Votantes |
| ---------------------------------- | ----- | -------- | ---- | -------- |
| Freguesia                          |       |          |      | Votantes |
| Montes da Senhora                  | 49,26 | 41,42    | 2,94 | 408      |
| Proença-a-Nova e Peral             | 60,01 | 29,03    | 3,48 | 2 618    |
| São Pedro do Esteval               | 73,05 | 18,26    | 5,69 | 334      |
| Sobreira Formosa e Alvito da Beira | 68,04 | 25,73    | 2,31 | 995      |
| Proença-a-Nova                     | 61,84 | 28,61    | 3,33 | 4 355    |

#### Juntas de Freguesia
| Partido                 | Partido                        | Votos | %               | +/-   | Presidentes | +/-     | Mandatos | +/- |
| ----------------------- | ------------------------------ | ----- | --------------- | ----- | ----------- | ------- | -------- | --- |
|                         | PSD-CDS                        | 1 390 | 31,91 / 100,00  | -     | 1 / 4       | -       | 14 / 32  | -   |
|                         | Partido Socialista             | 1 166 | 26,77 / 100,00  | 40,04 | 3 / 4       | Estável | 17 / 32  | 6   |
|                         | Coligação Democrática Unitária | 269   | 6,18 / 100,00   | 4,32  | 0 / 4       | Estável | 1 / 32   | 1   |
| Votos Inválidos         | Votos Inválidos                | 1 531 | 35,12 / 100,00  | 30,84 |             |         |          |     |
| Total                   | Total                          | 4 356 | 100,00 / 100,00 |       | 4 / 4       |         | 32 / 32  |     |
| Eleitorado/Participação | Eleitorado/Participação        | 6 817 | 63,90 / 100,00  | 3,59  |             |         |          |     |

| Freguesia                          | Partido Vencedor | Partido Vencedor   | %              | Mandatos |
| ---------------------------------- | ---------------- | ------------------ | -------------- | -------- |
| Montes da Senhora                  |                  | Partido Socialista | 50,98 / 100,00 | 4 / 7    |
| Proença-a-Nova e Peral             |                  | PSD-CDS            | 36,16 / 100,00 | 8 / 9    |
| São Pedro do Esteval               |                  | Partido Socialista | 76,35 / 100,00 | 6 / 7    |
| Sobreira Formosa e Alvito da Beira |                  | Partido Socialista | 70,65 / 100,00 | 7 / 9    |

### Sertã

#### Câmara Municipal
| Partido                 | Partido                        | Votos  | %               | +/-   | Vereadores | +/-     |
| ----------------------- | ------------------------------ | ------ | --------------- | ----- | ---------- | ------- |
|                         | Partido Socialista             | 4 249  | 47,66 / 100,00  | 14,19 | 4 / 7      | 1       |
|                         | Partido Social Democrata       | 3 817  | 42,81 / 100,00  | 15,62 | 3 / 7      | 1       |
|                         | CHEGA                          | 307    | 3,44 / 100,00   | Novo  | 0 / 7      | Novo    |
|                         | Bloco de Esquerda              | 114    | 1,28 / 100,00   | -     | 0 / 7      | -       |
|                         | Coligação Democrática Unitária | 84     | 0,94 / 100,00   | 0,31  | 0 / 7      | Estável |
| Votos Inválidos         | Votos Inválidos                | 345    | 3,87 / 100,00   | 0,76  |            |         |
| Total                   | Total                          | 8 916  | 100,00 / 100,00 |       | 7 / 7      |         |
| Eleitorado/Participação | Eleitorado/Participação        | 13 305 | 67,01 / 100,00  | 1,36  |            |         |

| Freguesia                                 | %     | %     | %    | %    | %    | Votantes |
| Freguesia                                 | PS    | PSD   | CH   | BE   | CDU  | Votantes |
| ----------------------------------------- | ----- | ----- | ---- | ---- | ---- | -------- |
| Freguesia                                 |       |       |      |      |      | Votantes |
| Cabeçudo                                  | 53,70 | 40,14 | 2,46 | 0,70 | 0,53 | 568      |
| Carvalhal                                 | 48,01 | 40,07 | 3,25 | 4,69 | 0,36 | 277      |
| Castelo                                   | 41,31 | 46,28 | 3,37 | 2,30 | 0,89 | 564      |
| Cernache do Bonjardim, Nesperal e Palhais | 63,68 | 26,49 | 4,16 | 0,82 | 1,36 | 2 065    |
| Cumeada e Marmeleiro                      | 41,34 | 52,66 | 1,39 | 1,39 | 0,69 | 433      |
| Ermida e Figueiredo                       | 26,10 | 67,07 | 2,01 | 0,40 | 0    | 249      |
| Pedrógão Pequeno                          | 51,05 | 39,39 | 1,40 | 4,20 | 0,47 | 429      |
| Sertã                                     | 41,61 | 47,85 | 4,28 | 1,16 | 1,10 | 3 367    |
| Troviscal                                 | 28,66 | 60,32 | 3,01 | 0,40 | 0,60 | 499      |
| Várzea dos Cavaleiros                     | 55,05 | 41,72 | 0,65 | 0,22 | 0,43 | 465      |
| Sertã                                     | 47,66 | 42,81 | 3,44 | 1,28 | 0,94 | 8 916    |

#### Assembleia Municipal
| Partido                 | Partido                        | Votos  | %               | +/-   | Deputados | +/-     |
| ----------------------- | ------------------------------ | ------ | --------------- | ----- | --------- | ------- |
|                         | Partido Socialista             | 3 983  | 44,67 / 100,00  | 11,73 | 10 / 21   | 2       |
|                         | Partido Social Democrata       | 3 903  | 43,78 / 100,00  | 12,45 | 10 / 21   | 3       |
|                         | CHEGA                          | 396    | 4,44 / 100,00   | Novo  | 1 / 21    | Novo    |
|                         | Bloco de Esquerda              | 149    | 1,67 / 100,00   | -     | 0 / 21    | -       |
|                         | Coligação Democrática Unitária | 114    | 1,28 / 100,00   | 0,74  | 0 / 21    | Estável |
| Votos Inválidos         | Votos Inválidos                | 371    | 4,16 / 100,00   | 1,22  |           |         |
| Total                   | Total                          | 8 916  | 100,00 / 100,00 |       | 21 / 21   |         |
| Eleitorado/Participação | Eleitorado/Participação        | 13 305 | 67,01 / 100,00  | 1,35  |           |         |

| Freguesia                                 | %     | %     | %    | %    | %    | Votantes |
| Freguesia                                 | PS    | PSD   | CH   | BE   | CDU  | Votantes |
| ----------------------------------------- | ----- | ----- | ---- | ---- | ---- | -------- |
| Freguesia                                 |       |       |      |      |      | Votantes |
| Cabeçudo                                  | 50,53 | 40,32 | 3,35 | 1,06 | 1,06 | 568      |
| Carvalhal                                 | 42,96 | 40,07 | 5,42 | 6,14 | 1,81 | 277      |
| Castelo                                   | 37,94 | 50,00 | 4,08 | 2,30 | 0,71 | 564      |
| Cernache do Bonjardim, Nesperal e Palhais | 62,81 | 25,71 | 5,04 | 0,97 | 2,03 | 2 065    |
| Cumeada e Marmeleiro                      | 39,03 | 52,66 | 2,08 | 1,85 | 0,69 | 433      |
| Ermida e Figueiredo                       | 22,09 | 69,08 | 3,21 | 0    | 0    | 249      |
| Pedrógão Pequeno                          | 47,09 | 39,86 | 2,80 | 4,66 | 1,17 | 429      |
| Sertã                                     | 37,24 | 49,72 | 5,55 | 1,72 | 1,37 | 3 367    |
| Troviscal                                 | 27,05 | 62,32 | 2,61 | 0,60 | 0,40 | 499      |
| Várzea dos Cavaleiros                     | 53,98 | 41,72 | 1,29 | 0,86 | 0,22 | 465      |
| Sertã                                     | 44,67 | 43,78 | 4,44 | 1,67 | 1,28 | 8 916    |

#### Juntas de Freguesia
| Partido                 | Partido                        | Votos  | %               | +/-   | Presidentes | +/-     | Mandatos | +/-     |
| ----------------------- | ------------------------------ | ------ | --------------- | ----- | ----------- | ------- | -------- | ------- |
|                         | Partido Social Democrata       | 3 991  | 44,76 / 100,00  | 10,52 | 4 / 10      | 3       | 37 / 78  | 4       |
|                         | Partido Socialista             | 3 888  | 43,61 / 100,00  | 8,54  | 5 / 10      | 3       | 33 / 78  | 3       |
|                         | CHEGA                          | 298    | 3,34 / 100,00   | Novo  | 0 / 10      | Novo    | 1 / 78   | Novo    |
|                         | PSD-CDS                        | 186    | 2,09 / 100,00   | 0,33  | 1 / 10      | Estável | 6 / 78   | 1       |
|                         | Coligação Democrática Unitária | 129    | 1,45 / 100,00   | 0,06  | 0 / 10      | Estável | 0 / 78   | Estável |
|                         | Bloco de Esquerda              | 51     | 0,57 / 100,00   | -     | 0 / 10      | -       | 1 / 78   | -       |
| Votos Inválidos         | Votos Inválidos                | 373    | 4,19 / 100,00   | 1,16  |             |         |          |         |
| Total                   | Total                          | 8 916  | 100,00 / 100,00 |       | 10 / 10     |         | 78 / 78  |         |
| Eleitorado/Participação | Eleitorado/Participação        | 13 305 | 67,01 / 100,00  | 1,35  |             |         |          |         |

| Freguesia                                 | Partido Vencedor | Partido Vencedor         | %              | Mandatos |
| ----------------------------------------- | ---------------- | ------------------------ | -------------- | -------- |
| Cabeçudo                                  |                  | Partido Socialista       | 56,16 / 100,00 | 4 / 7    |
| Carvalhal                                 |                  | Partido Socialista       | 45,13 / 100,00 | 3 / 7    |
| Castelo                                   |                  | Partido Social Democrata | 66,13 / 100,00 | 5 / 7    |
| Cernache do Bonjardim, Nesperal e Palhais |                  | Partido Socialista       | 63,87 / 100,00 | 6 / 9    |
| Cumeada e Marmeleiro                      |                  | Partido Social Democrata | 65,13 / 100,00 | 5 / 7    |
| Ermida e Figueiredo                       |                  | PSD-CDS                  | 74,70 / 100,00 | 6 / 7    |
| Pedrógão Pequeno                          |                  | Partido Socialista       | 51,52 / 100,00 | 4 / 7    |
| Sertã                                     |                  | Partido Social Democrata | 51,53 / 100,00 | 7 / 13   |
| Troviscal                                 |                  | Partido Social Democrata | 66,53 / 100,00 | 5 / 7    |
| Várzea dos Cavaleiros                     |                  | Partido Socialista       | 57,85 / 100,00 | 4 / 7    |

### Vila de Rei

#### Câmara Municipal
| Partido                 | Partido                        | Votos | %               | +/-  | Vereadores | +/-     |
| ----------------------- | ------------------------------ | ----- | --------------- | ---- | ---------- | ------- |
|                         | Partido Social Democrata       | 1 213 | 61,26 / 100,00  | 1,56 | 4 / 5      | Estável |
|                         | Partido Socialista             | 534   | 26,97 / 100,00  | 1,01 | 1 / 5      | Estável |
|                         | Coligação Democrática Unitária | 109   | 5,51 / 100,00   | 2,45 | 0 / 5      | Estável |
| Votos Inválidos         | Votos Inválidos                | 124   | 6,26 / 100,00   | 0,39 |            |         |
| Total                   | Total                          | 1 980 | 100,00 / 100,00 |      | 5 / 5      |         |
| Eleitorado/Participação | Eleitorado/Participação        | 2 752 | 71,95 / 100,00  | 2,04 |            |         |

| Freguesia        | %     | %     | %     | Votantes |
| Freguesia        | PSD   | PS    | CDU   | Votantes |
| ---------------- | ----- | ----- | ----- | -------- |
| Freguesia        |       |       |       | Votantes |
| Fundada          | 61,01 | 22,02 | 11,67 | 377      |
| São João do Peso | 65,00 | 21,25 | 8,75  | 80       |
| Vila de Rei      | 61,13 | 25,80 | 3,81  | 1 523    |
| Vila de Rei      | 61,26 | 26,97 | 5,51  | 1 980    |

#### Assembleia Municipal
| Partido                 | Partido                        | Votos | %               | +/-  | Deputados | +/-     |
| ----------------------- | ------------------------------ | ----- | --------------- | ---- | --------- | ------- |
|                         | Partido Social Democrata       | 1 183 | 59,75 / 100,00  | 0,39 | 10 / 15   | 1       |
|                         | Partido Socialista             | 591   | 29,85 / 100,00  | 3,23 | 5 / 15    | 1       |
|                         | Coligação Democrática Unitária | 100   | 5,05 / 100,00   | 1,75 | 0 / 15    | Estável |
| Votos Inválidos         | Votos Inválidos                | 106   | 5,35 / 100,00   | 0,81 |           |         |
| Total                   | Total                          | 1 980 | 100,00 / 100,00 |      | 15 / 15   |         |
| Eleitorado/Participação | Eleitorado/Participação        | 2 752 | 71,95 / 100,00  | 2,44 |           |         |

| Freguesia        | %     | %     | %    | Votantes |
| Freguesia        | PSD   | PS    | CDU  | Votantes |
| ---------------- | ----- | ----- | ---- | -------- |
| Freguesia        |       |       |      | Votantes |
| Fundada          | 57,29 | 29,44 | 9,02 | 377      |
| São João do Peso | 67,50 | 18,75 | 8,75 | 80       |
| Vila de Rei      | 59,95 | 30,53 | 3,87 | 1 523    |
| Vila de Rei      | 59,75 | 29,85 | 5,05 | 1 980    |

#### Juntas de Freguesia
| Partido                 | Partido                        | Votos | %               | +/-   | Presidentes | +/-     | Mandatos | +/- |
| ----------------------- | ------------------------------ | ----- | --------------- | ----- | ----------- | ------- | -------- | --- |
|                         | Partido Social Democrata       | 1 003 | 52,79 / 100,00  | 4,18  | 2 / 2       | Estável | 9 / 16   | 2   |
|                         | Partido Socialista             | 714   | 37,58 / 100,00  | 11,07 | 0 / 2       | Estável | 6 / 16   | 1   |
|                         | Coligação Democrática Unitária | 85    | 4,47 / 100,00   | 0,97  | 0 / 2       | Estável | 1 / 16   | 1   |
| Votos Inválidos         | Votos Inválidos                | 98    | 5,16 / 100,00   | 1,43  |             |         |          |     |
| Total                   | Total                          | 1 900 | 100,00 / 100,00 |       | 2 / 2       |         | 16 / 16  |     |
| Eleitorado/Participação | Eleitorado/Participação        | 2 639 | 72,00 / 100,00  | 2,15  |             |         |          |     |

| Freguesia        | Partido Vencedor     | Partido Vencedor         | %                    | Mandatos             |
| ---------------- | -------------------- | ------------------------ | -------------------- | -------------------- |
| Fundada          |                      | Partido Social Democrata | 52,79 / 100,00       | 4 / 7                |
| São João do Peso | Plenário de Cidadãos | Plenário de Cidadãos     | Plenário de Cidadãos | Plenário de Cidadãos |
| Vila de Rei      |                      | Partido Social Democrata | 52,79 / 100,00       | 5 / 9                |

### Vila Velha de Ródão

#### Câmara Municipal
| Partido                 | Partido                        | Votos | %               | +/-  | Vereadores | +/-     |
| ----------------------- | ------------------------------ | ----- | --------------- | ---- | ---------- | ------- |
|                         | Partido Socialista             | 1 409 | 73,73 / 100,00  | 4,44 | 4 / 5      | Estável |
|                         | PSD-CDS                        | 341   | 17,84 / 100,00  | 5,17 | 1 / 5      | Estável |
|                         | Coligação Democrática Unitária | 86    | 4,50 / 100,00   | 0,88 | 0 / 5      | Estável |
| Votos Inválidos         | Votos Inválidos                | 75    | 3,92 / 100,00   | 0,16 |            |         |
| Total                   | Total                          | 1 911 | 100,00 / 100,00 |      | 5 / 5      |         |
| Eleitorado/Participação | Eleitorado/Participação        | 2 809 | 68,03 / 100,00  | 5,50 |            |         |

| Freguesia           | %     | %        | %    | Votantes |
| Freguesia           | PS    | PSD- CDS | CDU  | Votantes |
| ------------------- | ----- | -------- | ---- | -------- |
| Freguesia           |       |          |      | Votantes |
| Fratel              | 76,83 | 16,13    | 2,93 | 341      |
| Perais              | 73,28 | 17,94    | 4,58 | 262      |
| Sarnadas de Ródão   | 75,97 | 18,83    | 2,92 | 308      |
| Vila Velha de Ródão | 72,10 | 18,10    | 5,50 | 1 000    |
| Vila Velha de Ródão | 73,73 | 17,84    | 4,50 | 1 911    |

#### Assembleia Municipal
| Partido                 | Partido                        | Votos | %               | +/-  | Deputados | +/-     |
| ----------------------- | ------------------------------ | ----- | --------------- | ---- | --------- | ------- |
|                         | Partido Socialista             | 1 364 | 71,38 / 100,00  | 5,42 | 12 / 15   | 1       |
|                         | PSD-CDS                        | 364   | 19,05 / 100,00  | 5,12 | 3 / 15    | 1       |
|                         | Coligação Democrática Unitária | 107   | 5,60 / 100,00   | 0,31 | 0 / 15    | Estável |
| Votos Inválidos         | Votos Inválidos                | 76    | 3,98 / 100,00   | 0,61 |           |         |
| Total                   | Total                          | 1 911 | 100,00 / 100,00 |      | 15 / 15   |         |
| Eleitorado/Participação | Eleitorado/Participação        | 2 809 | 68,03 / 100,00  | 5,50 |           |         |

| Freguesia           | %     | %        | %    | Votantes |
| Freguesia           | PS    | PSD- CDS | CDU  | Votantes |
| ------------------- | ----- | -------- | ---- | -------- |
| Freguesia           |       |          |      | Votantes |
| Fratel              | 73,61 | 16,13    | 5,28 | 341      |
| Perais              | 72,90 | 19,47    | 3,82 | 262      |
| Sarnadas de Ródão   | 70,78 | 22,08    | 3,90 | 308      |
| Vila Velha de Ródão | 70,40 | 19,00    | 6,70 | 1 000    |
| Vila Velha de Ródão | 71,38 | 19,05    | 5,60 | 1 911    |

#### Juntas de Freguesia
| Partido                 | Partido                        | Votos | %               | +/-  | Presidentes | +/-     | Mandatos | +/-     |
| ----------------------- | ------------------------------ | ----- | --------------- | ---- | ----------- | ------- | -------- | ------- |
|                         | Partido Socialista             | 1 364 | 71,38 / 100,00  | 9,69 | 4 / 4       | Estável | 24 / 30  | 3       |
|                         | PSD-CDS                        | 367   | 19,20 / 100,00  | 9,23 | 0 / 4       | Estável | 6 / 30   | 3       |
|                         | Coligação Democrática Unitária | 92    | 4,81 / 100,00   | 0,54 | 0 / 4       | Estável | 0 / 30   | Estável |
| Votos Inválidos         | Votos Inválidos                | 88    | 4,61 / 100,00   | 1,01 |             |         |          |         |
| Total                   | Total                          | 1 911 | 100,00 / 100,00 |      | 4 / 4       |         | 30 / 30  |         |
| Eleitorado/Participação | Eleitorado/Participação        | 2 809 | 68,03 / 100,00  | 5,50 |             |         |          |         |

| Freguesia           | Partido Vencedor | Partido Vencedor   | %              | Mandatos |
| ------------------- | ---------------- | ------------------ | -------------- | -------- |
| Fratel              |                  | Partido Socialista | 75,95 / 100,00 | 6 / 7    |
| Perais              |                  | Partido Socialista | 74,43 / 100,00 | 6 / 7    |
| Sarnadas de Ródão   |                  | Partido Socialista | 70,45 / 100,00 | 5 / 7    |
| Vila Velha de Ródão |                  | Partido Socialista | 69,30 / 100,00 | 7 / 9    |